# Регульований ринок
Регульований ринок або скоординований ринок — це ідеалізована система, в якій уряд або інші організації здійснюють нагляд за ринком, контролюють сили попиту та пропозиції і певною мірою регулюють ринкові дії. Це може включати такі завдання, як визначення того, кому дозволено виходити на ринок та/або які ціни можуть бути встановлені. Більшість фінансових ринків, таких як фондові біржі, є регульованими, тоді як позабіржові ринки, як правило, не регулюються взагалі або регулюються лише помірковано.
Однією з причин регулювання може бути важливість регульованої діяльності — це означає, що шкода, якої зазнає галузь у разі провалу, буде настільки фатальною, що регулятори (уряди, законодавці) не можуть дозволити собі такий ризик. Це стосується таких галузей, як банківська справа або фінансові послуги. По-друге, деякі ринки часто регулюються під приводом того, що вони є природними монополіями, або що монополія з великою ймовірністю виникне за відсутності регулювання. Вкрай важливо запобігати зловживанню монопольною владою, оскільки це може призвести до надання неякісних послуг за дуже високими цінами. Це стосується, наприклад, телекомунікацій, водо-, газо- та електропостачання. Часто регульовані ринки створюються під час часткової приватизації комунальних активів, що перебувають під контролем держави.
На регульованому ринку існують різноманітні форми регулювання. До них належать контроль, нагляд, боротьба з дискримінацією, захист навколишнього середовища, оподаткування та трудове законодавство.
На регульованому ринку державний регулюючий орган може встановлювати нормативні акти, які надають перевагу особливим інтересам, відоме як регулятивне захоплення. 

## Зміни в регулюванні
Регулювання з часом зазнає змін, що пов'язано як з технологічним прогресом, так і зі зміною ставлення до регулювання в цілому. Прикладом галузей, які більше не регулюються, є залізничний транспорт або авіакомпанії в США. З іншого боку, існують також галузі, які не потребували регулювання в минулому, але потребують його зараз. Це, за думкою деяких політичних діячів, ринок нерухомості.
Інша категорія — це ринки, які зазнали значних змін у регуляторних підходах через різні кризи. Яскравим прикладом є фондові біржі після краху фондового ринку.
Практика регулювання ринків сягає корінням у глибину століть, коли стародавні суспільства покладалися на стандартизовані міри та вимірювання і практикували покарання за крадіжки та шахрайство. Здебільшого регулювання ринків здійснювалося центральним урядом і, меншою мірою, групами інтересів. Одним із яскравих прикладів таких груп інтересів є середньовічні гільдії. Це були об'єднання купців і ремісників, які контролювали практику своєї професії у певній місцевості. Гільдії визначали вимоги до занять своєю професією, що зазвичай означало, що тільки члени гільдії могли займатися своєю професією або продавати свої товари в межах свого міста. З початку 20-го століття трудові колективи іноді відігравали регуляторну роль на деяких ринках.

## Заперечення
Регулювання вважається питанням, на яке існують діаметрально-протилежні погляди. Прихильники регулювання зазвичай вважають його корисним для суспільства в цілому, наприклад, регулювання, спрямоване на вирішення екологічних, расових чи релігійних питань. Ті, хто виступає проти регулювання, бачать в ньому інструмент для лобіювання або джерело для створення недобросовісної конкуренції. Деякі прихильники вільного ринку взагалі вважають будь-яке регулювання, окрім найнеобхіднішого, дорогим і неефективним.

## Приклади контролюючих органів
- Управління з продовольства і медикаментів США
- Комісія з цінних паперів і бірж США
- Агенція з охорони довкілля США